# Narcisse Gagnon
Pour les articles homonymes, voir Gagnon.
Narcisse A. Gagnon est un marchand et un homme politique canadien.

## Biographie
Narcisse A. Gagnon est né en 1835 à Rivière-Ouelle, au Québec.
Il est député de Madawaska à l'Assemblée législative du Nouveau-Brunswick de 1899 à 1903 en tant que libéral. Il est aussi conseiller municipal du comté de Madawaska.
Il est mort en 1903.